# Nezlomitelná mezera
Nezlomitelná (či nedělitelná) mezera je speciální typografický znak. Jde o jeden z tzv. bílých znaků. Funguje jako běžná mezera s výjimkou toho, že při automatickém zalomení textu do řádků programy pro zpracování textu v této mezeře řádek nezalomí. Používá se proto tam, kde je rozdělení dvou slov (čísel, symbolů) na různé řádky nežádoucí.
Ještě speciálnější variantou nezlomitelné mezery je pevná mezera. Stejně jako nezlomitelná mezera zabraňuje vložení řádkového zlomu, ale zatímco nezlomitelná mezera je pružná, při sazbě do bloku se roztahuje stejně jako ostatní mezery, pevná mezera má pevně danou šířku (existuje několik variant pevné mezery v různé šířce), která se nemění ani ve chvíli, kdy se ostatní běžné mezery v řádce roztahují. (Některé počítačové programy však často pevnou mezeru od proměnné nerozlišují a ke všem se chovají jako k pevným.)

## Využití
Typografických případů použití nezlomitelné či pevné mezery tam, kde se nehodí řádkový zlom, je řada:
- v češtině mezi jednopísmennou předložkou či spojkou (v, k, s, …) a následujícím slovem, (někdy se řádkový zlom toleruje v případě slabičných předložek a spojek, např. a),
- mezi číselnou hodnotou a její jednotkou (např. 10 kg), obdobně pro % apod.,
- mezery oddělující trojice cifer v číslech, a to i za desetinnou čárkou (např. 19 999,999 99),
- mezery oddělující skupiny číslic u telefonních čísel, PSČ a podobných (např. +420 123 456 789),
- mezi dnem a měsícem v kalendářním datu (např. 30. 3. 2007),
- uvnitř zkratek s tečkami (např. v. o. s.),
- uvnitř zkrácených jmen a před číslicí ve jménech panovníků (např. F. X. Šalda, Karel IV.),
- mezi zkratkou titulu či hodnosti a jménem (např. Ing. Novák),
- mezi zkratkou a následujícím slovem (např. čs. voják),
- před pomlčkou, aby jí nezačínal řádek.

### Velikost mezery
Zatímco u předložek je vhodné používat proměnnou nezlomitelnou mezeru, aby se v případě sazby do bloku nelišila od ostatních mezer v řádku, pro spojení čísla a jednotky, pro mezery uvnitř čísel či uvnitř složených zkratek je vhodnější mezera pevná, většinou ve zúžené velikosti (typicky šestina čtverčíku nebo v šířce interpunkce).

### Vtextových formátech
V některých souborových formátech založených na prostém textu, jako jsou SGML, HTML, XML či TeX, je základním pravidlem chápat posloupnost několika bílých znaků (mezer, tabulátorů, řádkových zlomů atd.) stejně jako jediný bílý znak. To umožňuje tvůrci souboru pro přehlednost zdrojový text odsazovat či jinak upravovat, aniž by se to jakkoli projevilo na výsledku. Pokud je ale v textu vložena nezlomitelná mezera, toto chování se neuplatňuje, což je jeden ze způsobů, jak v takovém formátu úmyslně vynutit např. zobrazení širší mezery.

## Vložení do textu
Nezlomitelnou mezeru s přizpůsobivou velikostí lze do textu vložit často několika způsoby, např. kombinací kláves:
V operačním systému
- Microsoft Windows – přidržením Alt a současně sekvencí 0160 na numerické klávesnici (Alt a číslo 0160 dle použité kódové stránky).
- macOS –  pomocí ⌥ + mezerník.
- OS Linux – stiskem  Ctrl + ⇧ Shift + U a potom zápisem A, 0, někdy je vyžadován ještě na konci nakonec ↵ Enter (v průběhu vkládání se zobrazuje nejprve písmeno u a pak i vkládaný kód, po puštění kláves nebo potvrzení klávesou Enter zůstane pouze vložený znak).
- Obecně na UN*Xových systémech s X.Org podporujících klávesu Compose je typickou kombinací  Compose + mezerník + mezerník

V textovém editoru nebo sázecím programu
- Word, WordPad a konkurenční svobodný Writer – Ctrl + ⇧ Shift + mezerník. V dřívějších verzích ale pomocí Ctrl + mezerník. V některých případech vkládají textové editory nezlomitelné mezery automaticky a bez uvědomování uživatele.
- TeX – vlnovka ~.
- Finale SongWriter ap. – menu Vložit → Speciální symbol.
- Google dokumenty na macOS – pomocí ⌥ + ⇧ Shift + mezerník.

Znakové entity
K zápisu speciálních znaků ve značkovacích jazycích slouží znakové entity. Nezlomitelnou mezeru lze jako entitu zapsat několika způsoby:
- &nbsp; – zástupným názvem (identifikátorem): SGML entita „nbsp“ (no-break space) je součástí standardu HTML.
- &#160; – dekadickou hodnotou znaku Unicode
- &#xa0; – šestnáctkovou hodnotou znaku Unicode

Všechny tyto zápisy dávají do výsledku interpretace stejný výsledek, jediný bílý znak; zápisy pomocí hodnoty znaku Unicode fungují v libovolném XML dokumentu, pojmenovaná entita jen přímo v (X)HTML.

## Reprezentace vUnicode
Kód Unicode obsahuje několik druhů nezlomitelných a pevných mezer:
- U+00A0 („NO-BREAK SPACE“) – nejběžnější nezlomitelná mezera
- U+2007 („FIGURE SPACE“) – pevná mezera o šířce číslice
- U+202F („NARROW NO-BREAK SPACE“) – zúžená pevná mezera (typicky 1/3 běžné mezery) (někdy zkracováno jako NNBSP, podobně pojmenovaná HTML entita však neexistuje)

Vedle toho existuje nezlomitelná mezera o nulové šířce (U+2060 „WORD JOINER“, případně zastaralým kódem U+FEFF „ZERO WIDTH NO-BREAK SPACE“, dnes již používaným jen jako tzv. byte order mark), která umožňuje zakázat řádkový zlom i u jiných znaků, kde by mohl hrozit. Dále pak kód Unicode obsahuje další znaky pro různé mezery s pevnou šířkou, u kterých je však dovolen řádkový zlom.